# Спроби втечі та жертви внутрішнього німецького кордону
Протягом 45 років існування внутрішнього німецького кордону з 1945 по 1990 рік було багато спроб втечі та жертв.

## Потоки біженців і спроби втечі
З 1945 по 1988 рік близько 4 мільйонів східних німців мігрували на захід. 3,454 мільйона з них виїхали з 1945 року до будівництва Берлінської стіни в 1961 році. Переважна більшість просто перетнула кордон пішки або, після 1952 року, виїхала через Західний Берлін. Після укріплення кордону та побудови Берлінської стіни кількість незаконних перетинів кордону різко скоротилася. Чисельність зменшилася ще більше, оскільки оборона кордону була вдосконалена протягом наступних десятиліть. У 1961 році через кордон втекло 8507 осіб, більшість з них через Західний Берлін. Будівництво Берлінської стіни того року зменшило кількість втікачів на 75% до приблизно 2300 на рік протягом решти десятиліття. Стіна перетворила Берлін з одного з найпростіших місць для перетину кордону зі сходу на одне з найскладніших.  Кількість втікачів ще більше впала до 868 на рік протягом 1970-х років і лише до 334 на рік між 1980 і 1988 роками. Проте втікачі ніколи не були більш ніж незначною меншістю загальної кількості емігрантів зі Східної Німеччини. Набагато більше людей покинули країну після того, як отримали офіційні дозволи, втекли через треті країни або були викуплені урядом Західної Німеччини. У 1980-х роках лише близько 1% тих, хто покинув Східну Німеччину, втік через кордон. 
|                 | Всього  | Офіційні дозволи | Втікає наскрізь інші країни | Прямі втечі | Викупив до Західна Німеччина |
| --------------- | ------- | ---------------- | --------------------------- | ----------- | ---------------------------- |
| 1962–70         | 229 652 | 146,129          | 56 970                      | 21,105      | 5,448                        |
| 1971–79         | 131,176 | 85,434           | 27,576                      | 7,816       | 10 350                       |
| 1980–88         | 203,619 | 150 918          | 36,152                      | 2,672       | 13 872                       |
| Всього (+ 1961) | 616 066 | 382,481          | 163,815                     | 40 100      | 29 670                       |

Втікачі мали різні мотиви для спроби втекти зі Східної Німеччини. Переважна більшість мала переважно економічний мотив: вони хотіли покращити свої умови життя та можливості на Заході. Дехто втік з політичних мотивів, але багатьох спонукали виїхати конкретні соціально-політичні події. Запровадження колективного сільського господарства та придушення повстання у Східній Німеччині 1953 року спонукали тисячі людей до втечі на Захід, як і подальша насильницька економічна реструктуризація 1960 року. Тисячі тих, хто втік, зробили це, щоб уникнути зачистки своїх сіл уздовж кордону. До 1980-х років кількість спроб втечі знову зросла, оскільки економіка Східної Німеччини стагнувала, а умови життя погіршувалися. 
Спроби втечі через кордон ретельно вивчалися та фіксувалися східнонімецькою владою, щоб виявити можливі слабкі місця. Ці проблеми були вирішені шляхом зміцнення укріплень у вразливих районах. Армія Східної Німеччини (NVA) і Міністерство державної безпеки (Штазі) провели статистичні дослідження, щоб визначити тенденції. В одному прикладі NVA провела дослідження наприкінці 1970-х років, щоб розглянути спроби «порушення кордону» ( Grenzdurchbrüche ). Виявилося, що 4956 люди намагалися втекти через кордон між 1 січня 1974 і 30 Листопад 1979 року. З них 3984 людей (80,4%) було заарештовано Народною поліцією в Sperrzone, зовнішній зоні обмеженого доступу. 205 осіб (4,1%) було спіймано біля сигнального паркану. У внутрішній зоні безпеки, Schutzstreifen, ще 743 осіб (15%) було затримано прикордонниками. 48 осіб (1%) було зупинено – тобто вбиті чи поранені – мінами та 43 осіб (0,9%) спрямованими мінами СМ-70 на прикордонному паркані. Ще 67 осіб (1,35%) були перехоплені на прикордонному паркані (розстріляні та/або заарештовані). Дослідження підкреслило ефективність SM-70 як засобу, що запобігає переходу людей через паркан. Всього 229 Люди – лише 4,6% тих, хто намагався втекти, що становить менше ніж кожного двадцятого – перетнув прикордонний паркан. З них найбільшій кількості (129, або 55% успішних втікачів) вдалося перетнути паркан у незамінованих секторах. 89 осіб (39% втікачів) вдалося перетнути і мінні поля, і прикордонний паркан, але лише 12 осіб (6% від загальної кількості) вдалося подолати СМ-70. 
https://upload.wikimedia.org/wikipedia/commons/thumb/9/9c/Grenzdurchbruche_en.png/202px-Grenzdurchbruche_en.png
Східнонімецька держава суворо карала спроби втечі. З 1953 року режим описував акт втечі як Republikflucht (буквально «втеча з Республіки»), за аналогією з існуючим військовим терміном Fahnenflucht (« дезертирство »). Успішний втікач був не Flüchtling («біженець»), а Republikflüchtiger («Республіка-дезертир»). Тих, хто намагався втекти, називали Sperrbrecher (буквально «блокади», але більш вільно перекладається як «порушники кордону»).  Ті, хто допомагав втікачам, були не Fluchthelfer («помічники втечі»), за західним терміном, а Menschenhändler («торговці людьми»).  Така ідеологічно забарвлена мова дозволяла режиму зображати перетинників кордону не кращими за зрадників і злочинців.  Східнонімецький пропагандистський буклет, опублікований у 1955 році, виклав офіційний погляд на втікачів:
Як з моральної точки зору, так і з точки зору інтересів усієї німецької нації, вихід з НДР є актом політичної та моральної відсталості та розпусти.

Ті, хто дозволив себе завербувати, об’єктивно служать західнонімецькій реакції та мілітаризму, усвідомлюють вони це чи ні. Хіба це не підло, коли заради кількох спокусливих пропозицій роботи чи інших брехливих обіцянок про «гарантоване майбутнє» покидають країну, в якій проростає зерно нового, прекраснішого життя і вже дає перші плоди? за місце, яке сприяє новій війні та руйнуванню?
Хіба це не акт політичної розпусти, коли громадяни, чи то молодь, чи то робітники, чи представники інтелігенції, залишають і зраджують те, що наш народ створив спільною працею в нашій республіці, щоб запропонувати себе американським чи британським спецслужбам або працювати на західнонімецькі власники фабрик, юнкерси чи мілітаристи? Чи не демонструє політичну відсталість і сліпоту вихід із країни прогресу в трясовину історично застарілого суспільного ладу? ...

Робітники по всій Німеччині вимагатимуть покарання для тих, хто сьогодні залишить Німецьку Демократичну Республіку, міцний бастіон боротьби за мир, щоб служити смертельному ворогу німецького народу, імперіалістам і мілітаристам.[7]
Republikflucht став злочином у 1957 році, карався великими штрафами та до трьох років ув'язнення. Будь-які дії, пов'язані зі спробою втечі, підлягали цьому законодавству. Спійманих на злочині також часто судили за шпигунство та засуджували до більш суворих вироків.  Більше 75 тис Люди – в середньому більше семи осіб на день – були ув’язнені за спробу втечі через кордон, відбуваючи в середньому від одного до двох років позбавлення волі.
Деякі з людей, які намагалися втекти, насправді були східнонімецькими охоронцями чи солдатами. Деякі з них використовували військову техніку, щоб пробити Берлінську стіну.  З охоронцями, які намагалися втекти, поводилися набагато суворіше і в середньому ув'язнювали на п'ять років.  Ті, хто допомагав втікачам, також підлягали покаранню, їм загрожувало тюремне ув'язнення або заслання в далекі міста. Десь 50 тисяч Східні німці спіткали таку долю між 1952 і 1989 роками 

## Методи втечі

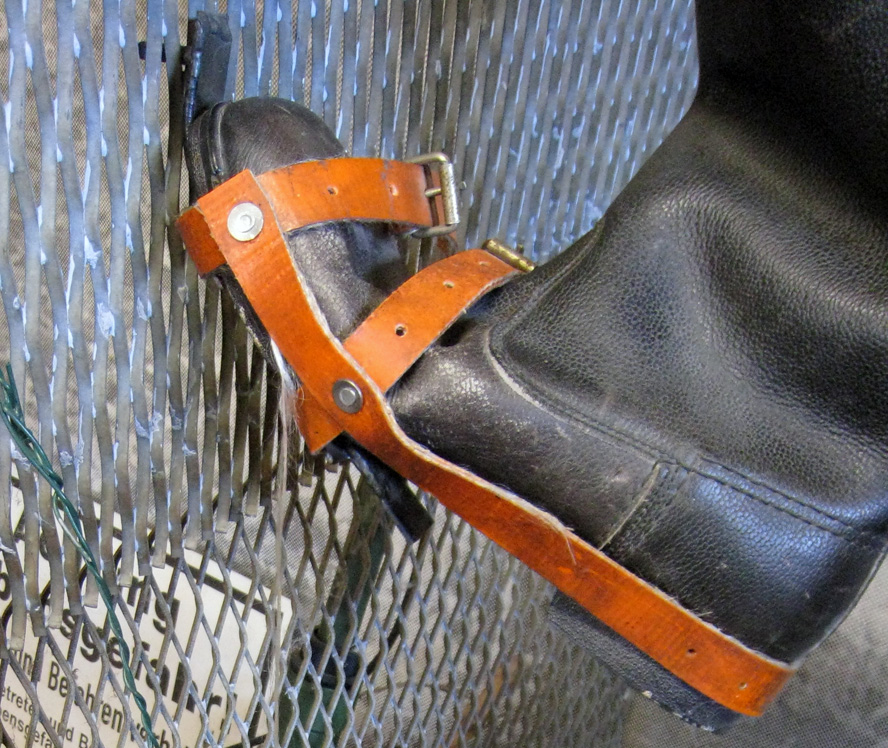
Черевик, модифікований металевими гачками, щоб дозволити власнику піднятися на прикордонний паркан

Біженці використовували різні методи, щоб втекти через кордон. Переважна більшість переходила пішки, хоча деякі йшли більш незвичними маршрутами. Сім'я Хольцапфель побудувала зіплайн.  Однією з найбільш видовищних стала втеча з повітряної кулі у вересні 1979 року восьми людей з двох сімей на саморобній повітряній кулі. Їхній політ передбачав підйом на висоту понад 2 500 метрів (8 200 фут) перед приземленням біля західнонімецького міста Найла , надихаючи фільм 1982 року « Нічний перехід» і фільм 2018 року «Повітряна куля». Інші втікачі більше покладалися на фізичну силу та витривалість. У 1987 році втікач використовував гачки для м’яса, щоб піднятися на прикордонні паркани , а в 1971 році лікар проплив 45 кілометрів (28 миля) через Балтійське море від Ростока майже до датського острова Лолланн, перш ніж його підібрала західнонімецька яхта.    Інший втікач використовував надувний матрац, щоб втекти через Балтику в 1987 році  Масові втечі були рідкістю. Один із небагатьох, який вдався, відбувся 2 Жовтень 1961 року, коли 53 люди з прикордонного села Бесекендорф – чверть населення села – масово втік, а за ним ще 13 жителів у лютому 1963 р.  Незвичайна масова втеча сталася у вересні 1964 року, коли 14 Жителів Східної Німеччини, включно з одинадцятьма дітьми, незаконно переправили через кордон у вантажівці-рефрижераторі. Вони змогли уникнути виявлення, сховавшись під тушами забитих і фаршированих свиней, які перевозили на Захід. 
Ті, хто працював на кордоні або поблизу кордону, час від часу могли використовувати свій привілейований доступ і знання, щоб втекти. Для прикордонників це становило особливу небезпеку, оскільки їхнім колегам було наказано стріляти без попередження у разі спроби втечі. Дилеми, з якими вони зіткнулися, були висвітлені в травні 1969 року, коли солдат і унтер-офіцера (унтер-офіцера) Grenztruppen втекли. Коли сержант втік, солдат Юрген Ланге вирішив не стріляти в нього. Оскільки це піддало Ланге суворому покаранню з боку його начальства за непокору наказу стріляти, Ланге втік через десять хвилин. Коли він досяг західнонімецької сторони, Ланге виявив, що його гвинтівку саботував його сержант, щоб завадити йому стріляти в першу чергу.  Радянські солдати також іноді втікали через кордон, правда, це було дуже рідко. З 1953 по 1984 рік вдалося лише вісім таких перебіжчиків 
Рух не був виключно одностороннім; тисячі людей щорічно мігрували із Західної Німеччини до Східної. Східнонімецька преса описувала таких осіб як «біженців західної зони», які рятувалися від «політичного тиску», «зростаючого незаконного життя» або «погіршення економічних умов». Дослідження, проведене урядом Західної Німеччини, виявило більш прозаїчні причини, такі як проблеми в шлюбі, відчуженість сім’ї та туга за домом тих, хто жив у Східній Німеччині в минулому.  Декілька військовослужбовців союзників, у тому числі війська Великобританії, Франції, Західної Німеччини та США, також дезертували.  До кінця холодної війни їх було близько 300 Вважалося, що громадяни Сполучених Штатів втекли через залізну завісу з різних причин  – чи щоб уникнути кримінальних звинувачень, з політичних міркувань, чи тому (як висловився St. Petersburg Times ) «спраглих до дівчат солдат [були спокушені] спокусливими сиренами, які зазвичай залишають знесиленого кохання солдата, коли він перетинає кордон.." Доля таких перебіжчиків була дуже різною. Декого відправляли прямо в трудові табори за звинуваченням у шпигунстві. Інші покінчили життя самогубством, а декому вдалося знайти дружин і працювати на східному боці кордону. 

## Наказ стріляти
Починаючи з 1945 року, ті, хто несанкціоновано перетинав внутрішній німецький кордон, ризикували бути розстріляними радянськими чи східнонімецькими прикордонниками. Застосування смертоносної сили отримало назву Schießbefehl («наказ стріляти» або «наказ стріляти»). Формально він набув чинності ще в 1948 році, коли були оприлюднені правила використання вогнепальної зброї на кордоні. Постанова, видана поліції Східної Німеччини 27 Травень 1952 року передбачав, що «невиконання наказів прикордонної служби буде відповідати застосуванням зброї». З 1960-х до кінця 1980-х років прикордонникам щоденно давалися усні накази ( Vergatterung ) «вистежувати, арештовувати або знищувати порушників кордону». НДР офіційно кодифікувала свої правила щодо застосування смертоносної сили в березні 1982 року, коли Закон про державний кордон передбачав використання вогнепальної зброї як «максимального заходу застосування сили» проти осіб, які «публічно намагаються прорватися через державу» кордон».  Керівництво НДР однозначно схвалило застосування смертоносної сили. Генерал Хайнц Гофман, міністр оборони НДР, у серпні 1966 року заявив, що «той, хто не поважає наш кордон, відчує кулю». У 1974 році Еріх Хонеккер, як голова Ради національної оборони Східної Німеччини, наказав: «Вогнепальну зброю слід безжально застосовувати у разі спроб прориву кордону, а товаришів, які успішно застосували свою вогнепальну зброю, слід похвалити.." 
Східнонімецькі прикордонники мали стандартну процедуру, якої слідували, якщо вони виявляли несанкціонованих осіб у прикордонній зоні. (Хоча західні німці називали контрольну смугу «смугою смерті», смертоносну силу можна було застосувати в будь-якому місці вздовж кордону – це не залежало від перебування особи на контрольній смузі або її перетину.) Якщо особа перебувала на відстані менше 100 метрів (330 фут) прикордонник спочатку наказував: "Стій! Прикордонний вартовий! Руки вгору!" ( "Halt! Grenzposten! Hände hoch!" ) або "Стій, стій, а то я буду стріляти!" ( «Стій! Stehenbleiben, oder ich schieße!» ). Якщо особа була далі або на західній стороні прикордонної огорожі, охоронець мав право стріляти без попередження. Якщо втікач був товаришем-прикордонником, його могли миттєво розстріляти з будь-якої відстані без попереднього попередження. Прикордонникам було наказано не стріляти, якщо можуть бути вражені невинні перехожі, або якщо втікач потрапив на територію Західної Німеччини, або якщо лінія вогню проходила по Західній Німеччині. На практиці, однак, постріли зі Східної Німеччини часто потрапляли на територію Західної Німеччини. 
Прикордонна охорона була під значним тиском, щоб підкоритися Schießbefehl. Якщо вони розстрілювали втікачів, їх нагороджували медалями, преміями, а іноді і підвищенням. В одному типовому прикладі вбивці одного з потенційних втікачів у Східному Берліні в лютому 1972 року були нагороджені «Орденом за заслуги перед прикордонними військами НДР» і премією в розмірі 150 позначки.  Навпаки, невиконання стрільби або підозра, що стрілець навмисно промахнувся, каралися. 
Schießbefehl, як не дивно, викликав дуже суперечки на Заході і був виділений для критики західними німцями. Влада Західної Німеччини створила «Центральний офіс реєстрації» для реєстрації подробиць смертей на кордоні з кінцевою метою переслідування порушників. Це значно збентежило східнонімецьку владу, яка неодноразово, але безуспішно вимагала закриття офісу.  Влада НДР час від часу призупиняла Schießbefehl у випадках, коли було б політично незручно пояснювати загиблих біженців, наприклад, під час візиту до НДР міністра закордонних справ Франції в 1985 році  Це також було проблемою для багатьох східнонімецьких прикордонників і було мотивуючим фактором для низки втеч, коли охоронці, які зіткнулися з кризою довіри, втекли через своє небажання стріляти в співгромадян. 

## Смерті на кордоні
Невідомо, скільки людей загинуло на внутрішньому кордоні Німеччини або хто вони були, оскільки Східна Німеччина розглядала таку інформацію як суворо охоронювану таємницю. Але кількість неухильно зростала після об’єднання, оскільки докази були зібрані з архівів Східної Німеччини. Поточні неофіційні оцінки свідчать про цифру до 1100 людей , хоча офіційно оприлюднені цифри свідчать про нижчу кількість загиблих до і після будівництва Берлінської стіни.
На внутрішньому німецькому кордоні було багато способів померти. Деякі втікачі були розстріляні прикордонниками, інші загинули від мін і мін-пасток. Значна кількість потонула, намагаючись перетнути Балтику та Ельбу. Деякі померли від серцевих нападів під час спроби втечі; в одному випадку дитина померла після того, як батьки дали їй снодійне, щоб заспокоїти її під час переходу.  Згідно з повідомленням 2014 року, понад 5600 намагалися втекти через Балтійське море між 1961 і 1989 роками, але менше 1000 були успішними. 
Не всі загиблі на кордоні намагалися втекти. 13 Жовтень 1961 р. Журналіста Westfälische Rundschau Курта Ліхтенштейна застрелили на кордоні біля села Зіхері після того, як він спробував поговорити з східнонімецькими фермерськими робітниками. Його смерть викликала осуд у всьому політичному спектрі Західної Німеччини; він був колишнім парламентським представником Комуністичної партії Німеччини.  Цей інцидент спонукав студентів із Брауншвейгу встановити на кордоні знак протесту проти вбивства.  Очевидна плутанина з документами на пункті перетину кордону призвела до застрелення Беніто Коргі, італійського водія вантажівки, у серпні 1976 року. Коргі був членом Комуністичної партії Італії, яка засудила вбивство. Цей епізод сильно збентежив східнонімецький уряд і викликав незвичайні вибачення.  В одній сумнозвісній стрілянині 1 У травні 1976 року колишній політв'язень Східної Німеччини Міхаель Гартеншлегер, який кілька років тому втік на Захід, потрапив у засідку та був убитий загоном командос Штазі на кордоні біля Бюхена, коли він намагався розібрати протипіхотну міну SM-70.. Коли його тіло було поховано, воно було описане просто як "невідоме тіло, виловлене з води". Однак у звіті Штазі про завершення дії зазначено, що «перш ніж він зміг здійснити акт [усунення міни], Гартеншлегер був ліквідований силами безпеки НДР». 
Двадцять п'ять прикордонників Східної Німеччини загинули після того, як їх застрелили із західного боку кордону, чинячи опір втікачам або (часто випадково) їхні власні колеги.  Уряд Східної Німеччини назвав їх «жертвами збройних нападів та імперіалістичних провокацій проти державного кордону НДР»  і стверджував, що «бандити» на Заході стріляли в прикордонників, які виконували свій обов’язок. – версія подій, яка не була підтверджена західними звітами про прикордонні інциденти.
Обидві сторони суттєво по-різному вшанували пам’ять своїх загиблих. Люди, які прагнули вшанувати пам’ять жертв кордону, встановили на західній стороні різні, переважно неофіційні, меморіали. Західних німців, таких як Міхаель Гартеншлагер і Курт Ліхтенштейн, вшановували пам’ять знаками та меморіалами, деякі з яких підтримувалися урядом. Після того, як у 1970-х роках було розпочато політику розрядки, це стало політично незручним, і державна підтримка прикордонних меморіалів здебільшого припинилася. Табу у Східній Німеччині, яке оточувало втікачів, означало, що переважна більшість смертей не розголошувалась і не вшановувалася. Однак прикордонники, які загинули на кордоні, були зображені східнонімецьким режимом як «мученики». На честь їхньої смерті у Східному Берліні встановлено чотири меморіали.  Режим назвав школи, казарми та інші громадські об’єкти на честь загиблих охоронців і використовував їх меморіали як місця паломництва, щоб показати, що (як це було сказано в гаслі) «їхня смерть — це наше зобов’язання» підтримувати кордон. Після 1989 року меморіали були спустошені, занедбані та зрештою знищені. 
На Заході вшанували пам’ять небагатьох східнонімецьких втікачів, не в останню чергу тому, що їхні особи були переважно невідомі до 1989 року. Помітним винятком став Гельмут Кляйнерт, 23-річний житель Кведлінбурга в землі Саксонія-Анхальт, який був застрелений з автомата 1 Серпень 1963 року, коли він і його 22-річна вагітна дружина намагалися перетнути кордон поблизу Хохегайса в горах Гарц.  Невдовзі на західному боці кордону місцеві жителі встановили меморіал «Невідомому». Коли про Кляйнерта стало відомо на Заході, його ім’я було додано до меморіалу. Це стало чимось на кшталт святині з купами квітів і вінків, які клали відвідувачі. Східнонімецький режим рішуче заперечував і спорудив неподалік сторожову вежу, з якої транслювалися погрози та комуністична пропаганда через кордон. Зрештою, у серпні 1971 року меморіал було замінено каменем, встановленим за 150 метрів та поза полем зору кордону. 